# クリスティアン・ギトケアー
クリスティアン・ルンド・ギトケアー（Christian Lund Gytkjær , 1990年5月6日 - ）は、デンマーク・シェラン地域ロスキレ出身のサッカー選手。元デンマーク代表。ヴェネツィアFC所属。ポジションはFW。

## クラブ経歴
FCロスキレなどのユースアカデミーを経て、2005年にリンビーBKのユースアカデミーに入所。2008年にトップチームに昇格。2年間デンマーク・ファーストディビジョン (2部リーグ)でプレーし、計10ゴールを記録。2010年にFCノアシェランに移籍。2012年にローン移籍でプレーしたノルウェーのサンドネス・ウルフで12試合8ゴールを決め、得点能力が開花。
2013年1月23日、FKハウゲスンと契約。加入1年目の2013年シーズンは、初の二桁ゴールとなる11ゴールを記録。以降も二桁ゴールを決め、2016年にローゼンボリBKに移籍。同年シーズンも19ゴールを決め、エリテセリエンで4年連続二桁ゴールを記録した。
2017年6月28日、レフ・ポズナンと3年契約を締結。加入1年目の2017-18シーズンに19ゴールを決めると、2019-20シーズンは自己最多の24ゴールを決め、同シーズンのエクストラクラサで2位躍進の原動力となった。
2020年7月22日、セリエBのACモンツァと2年契約を締結。2021-22シーズンはリーグ戦でプレーオフも含めて14ゴールを決め、チーム史上初のセリエA昇格に導いた。
2023年7月20日、フリーエージェントでセリエBのヴェネツィアFCに2年契約で加入した。

## 代表経歴
2016年11月にデンマーク代表に初招集。同月16日のチェコ戦で代表戦初出場。2019年3月にはUEFA EURO 2020予選の代表にも選出。26日のスイス戦では、0-3とリードを許した展開から2点目のゴールを決め、3-3の引分けを持ち込む原動力となった。しかし、本大会の代表からは落選に終わった。

## 人物
- 弟のフレデリク・ギトケアー（英語版、デンマーク語版）もサッカー選手。